# Can Saragossa

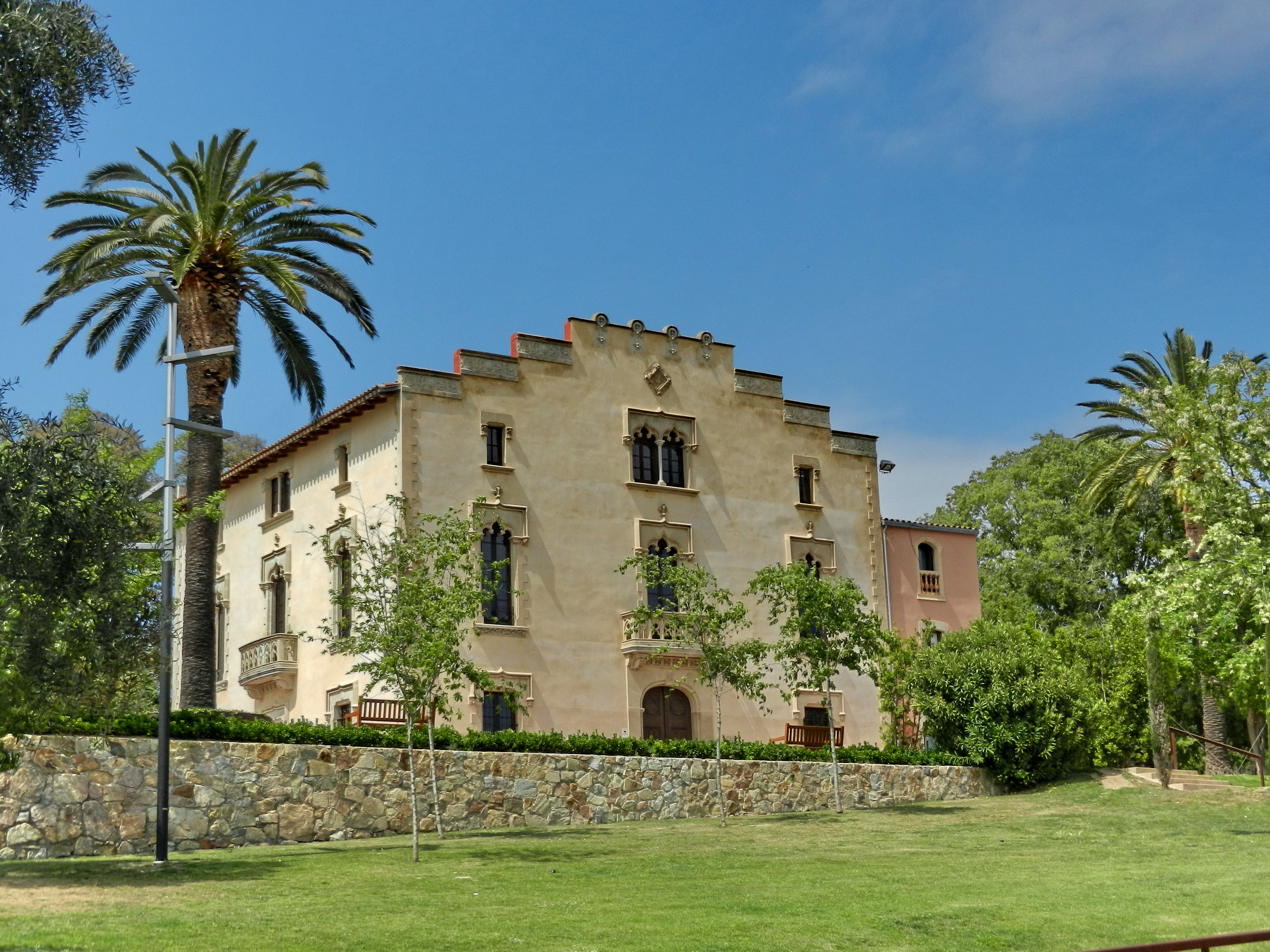
Can Saragossa

Can Saragossa oder Can Xardó ist ein denkmalgeschütztes Gebäude in Lloret de Mar und wird heute als Museum genutzt.

## Geschichte
An der Stelle des heutigen Gebäudes ist seit 1317 ein Bauernhof urkundlich erwähnt. 1885 erbte der Arzt Narcís Saragossa Ametller das Haus und führte zwischen 1874 und 1902 umfangreiche Renovierungsarbeiten durch. 1902 erfolgte der Umbau zum heutigen Aussehen. Narcís Saragossa Ametller, der 1908 starb beauftragte den Baumeister Joan Lluhí Rissech mit dem Umbau im Stil der neogotischen Strömung der modernistischen Architektur. 1954 wurde das Haus in ein Hotel mit dem Namen Tomorrow umgebaut. Die Nutzung als Hotel endete in den 1960er Jahren. 1984 erwarb die Stadt verwaltung das Haus. Heute ist ein Museum im Haus untergebracht.

## Gebäudebeschreibung

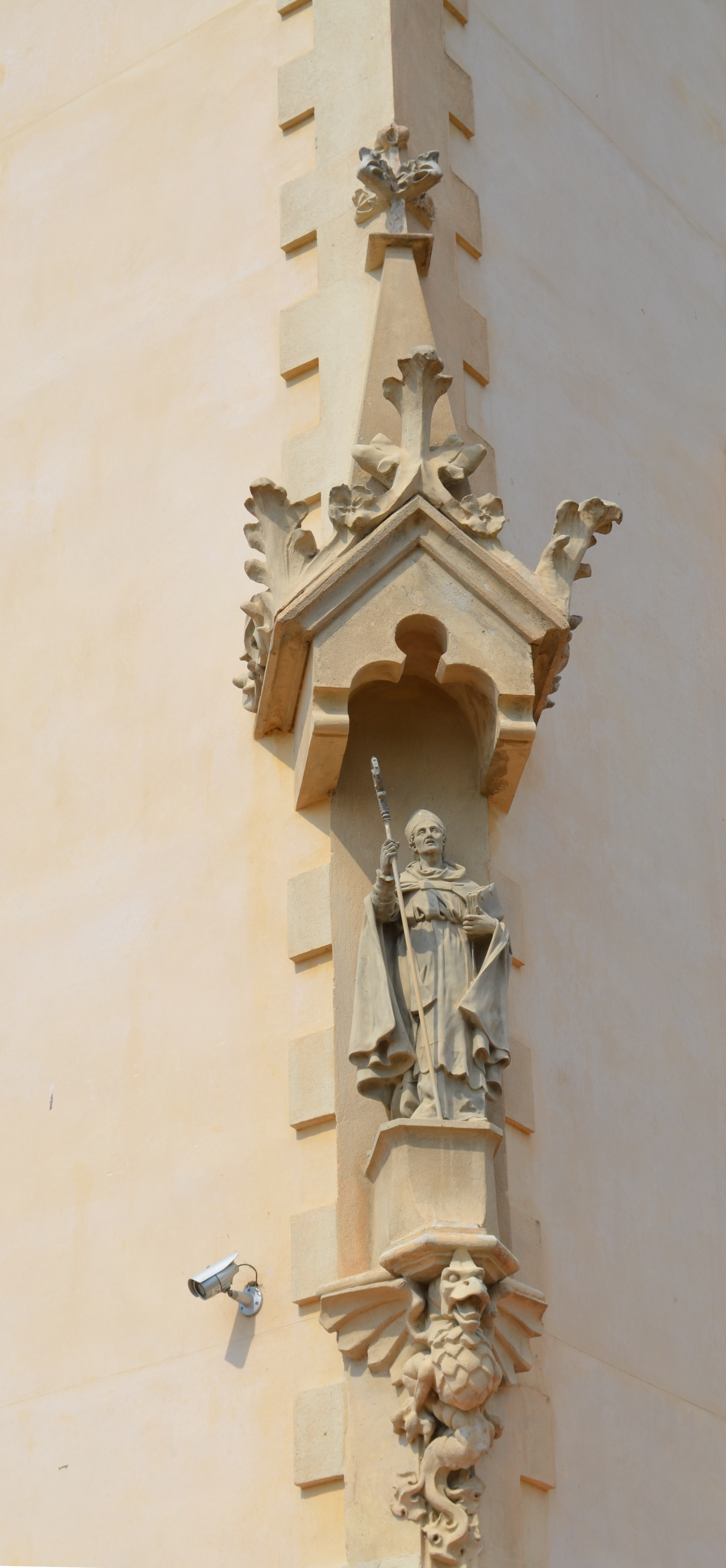
Gebäudedetail

Das Gebäude an der Straße von Tossa de Mar nach Lloret liegt auf einem kleinen Hügel neben den kommunalen Theater. Es wurde 1902 in neugotischem Stil erbaut. auf einem fast quadratischen Grundriss von 16,5 × 17 m² und einer Grundfläche von 290 m² erheben sich drei Stockwerke.

## Museum

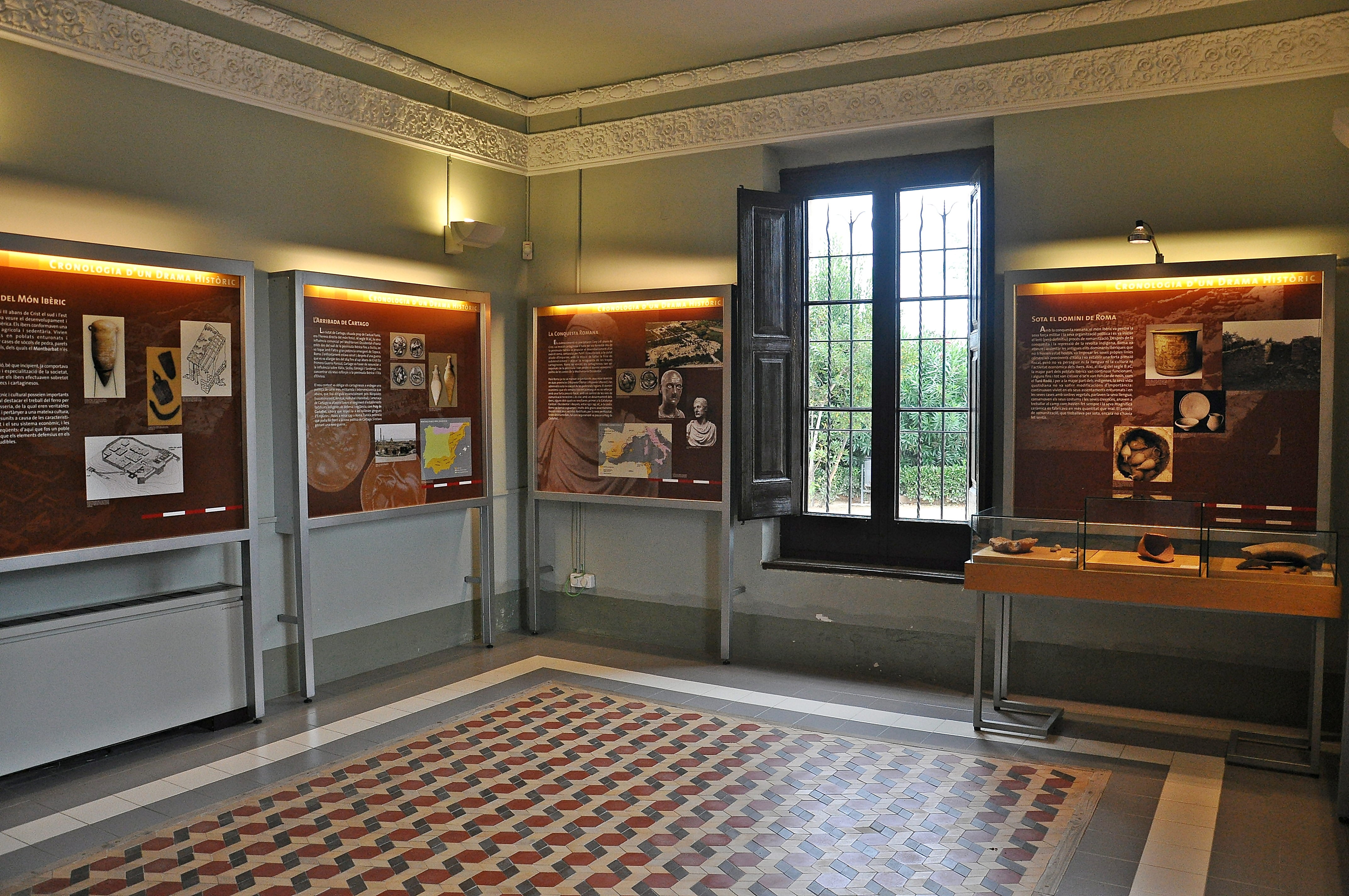
Archäologische Sammlung

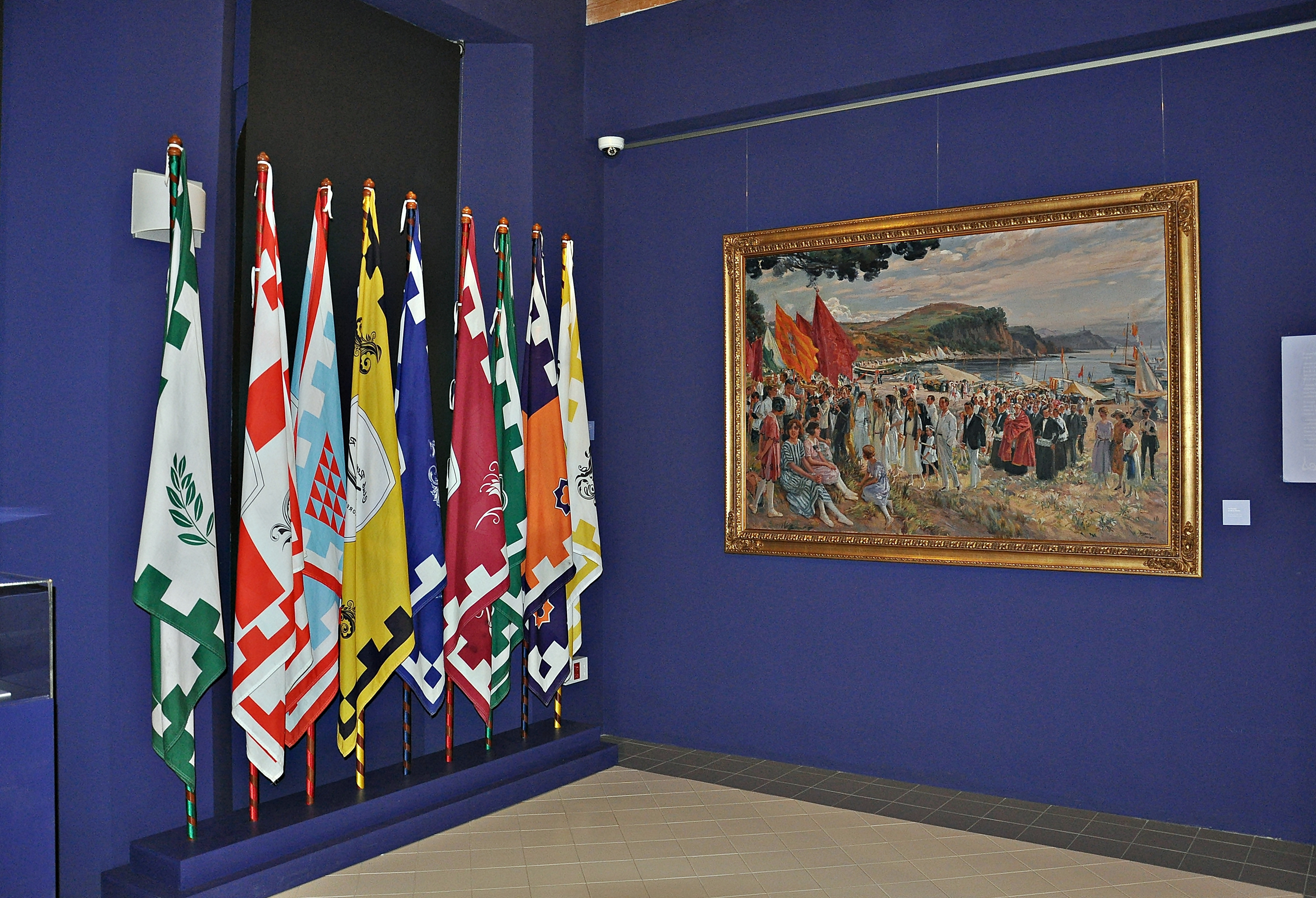
Sammlung Joan Llaverias

Das Museum zeigt im Erdgeschoss eine Dauerausstellung über die archäologischen Funde aus der Zeit der Iberer. Im zweiten Stock sind Zeichnungen und Ölbildern des Künstlers Joan Llaverias i Labró (* 1865 in Vilanova i la Geltrú; † 1938 in Lloret). Dieser hatte 1905 erstmals Lloret besucht und hatte seit 1914 jedes Jahr seinen Sommersitz hier gewählt. 1952 wurde eine Straße in Lloret nach ihm benannt und 1983 erwarb die Stadt 152 seiner Zeichnungen und später einige Ölgemälde, darunter das Werk "Die Prozession dr Heiligen Christina" aus dem Jahr 1921, die als eines der bedeutendsten Werke des Künstlers gilt. Diese Werke wurden ab 1987  im Kulturzentrum Vedaquer ausgestellt und nach dessen Umwandlung in das Museu del Mar im Can Saragossa ausgestellt.